# Nemotha metallica
Nemotha metallica es una especie de mantis de la familia Iridopterygidae.

## Distribución geográfica
Se encuentra en la India y Bangladés.